# Rudolf Erlemann

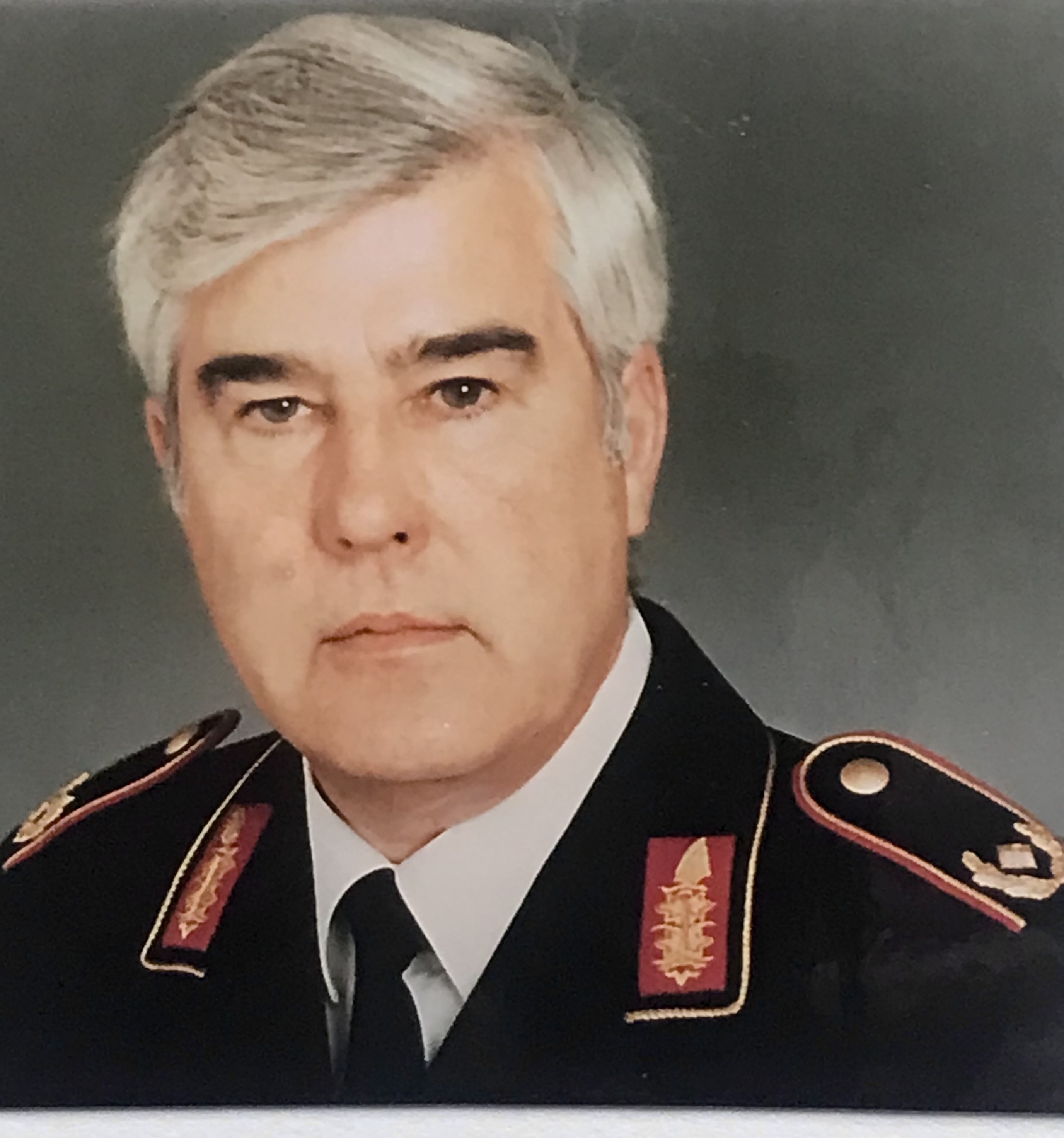
Brigadegeneral Rudolf Erlemann (1984)

Rudolf Karl Joseph Erlemann (* 29. August 1932 in Krefeld; † 30. April 2015) war ein deutscher Brigadegeneral der Luftwaffe der Bundeswehr.

## Militärischer Werdegang
Beförderungen
- 1956 Leutnant im BGS
- 1958 Oberleutnant
- 1960 Hauptmann
- 1965 Major
- 1970 Oberstleutnant
- 1972 Oberst
- 1984 Brigadegeneral

Erlemann trat nach dem Abitur dem Bundesgrenzschutz (BGS) bei, wo er von 1953 bis 1956 tätig war. 1956 wurde er Sicherheitsoffizier im Bundeskanzleramt (unter Bundeskanzler Konrad Adenauer) in Bonn. 1956 erfolgte die Übernahme in die Bundeswehr.
Er tat zunächst Dienst im Panzerbataillon 2 in Hemer. Noch im selben Jahr wurde er in das Flugabwehrbataillon 2 in Unna zur Luftwaffe versetzt. 1957/58 erhielt er eine fliegerische Ausbildung an der Flugzeugführerschule „B“ in Landsberg am Lech und Fürstenfeldbruck und 1959 auf der Luke Air Force Base, Arizona. Von 1959 bis 1962 war er Flugzeugführer („Starfighter“) zunächst beim Jagdbombergeschwader 31 „Boelcke“ in Nörvenich und später beim Jagdgeschwader 71 „Richthofen“ in Ahlhorn und Wittmund. 1962 wurde er Staffelkapitän in Wittmund und dann in Oldenburg. 1964/65 war er stellvertretender Gruppenkommandeur im Jagdgeschwader 74 "Mölders" in Neuburg an der Donau.
Von 1965 bis 1967 absolvierte er den 10. Generalstabslehrgang Luftwaffe an der Führungsakademie der Bundeswehr in Hamburg, wo er zum Offizier im Generalstabsdienst ausgebildet wurde. Von 1967 bis 1969 war er Gruppenkommandeur und 1969 stellvertretender Kommodore des Jagdgeschwaders 74 „Mölders“. 1969/70 wurde er als Generalstabsoffizier zur Luftwaffengruppe Süd nach Karlsruhe kommandiert. Von 1970 bis 1972 war er A3 der 2. Luftwaffendivision in Birkenfeld. 1972 nahm er am 40. NATO Defense College (NDC) in Rom teil. Von 1972 bis 1975 kehrte er als Kommodore zum Jagdgeschwader 74 „Mölders“ zurück. 1975 absolvierte er eine Attachéausbildung und war dann als Luftwaffenattaché an der Deutschen Botschaft Washington, D.C. tätig. 1978/79 war er Dozent, 1979/80 Fachgruppenleiter und von 1980 bis 1984 Lehrgruppenkommandeur an der Führungsakademie.
Von 1984 bis 1988 war er Dienststellenleiter Nationaler Militärischer Vertreter (NMV) beim Deutschen Anteil SHAPE. Von 1988 bis 1992 war er Commander Sector Operations Center 2 in Goch. 1990 trat er außer Dienst.

## Sonstiges
Nach der Wende war er Berater der CDU-geführten Staatskanzlei des Landes Mecklenburg-Vorpommern. Erlemann war von 2000 bis 2009 Vorsitzender der CDU Haselau. Danach war er für die CDU Delegierter im Kreistagsausschuss.
Außerdem war er Beauftragter des katholischen Wohlfahrtsverbandes Caritas für Südholstein. Von 1995 bis 2008 war er Leiter des Regionalkreises Nord der Clausewitz-Gesellschaft.
Nach schwerer Krankheit verstarb der Verwitwete 2015; er wurde mit militärischen Ehren beigesetzt.

## Auszeichnungen
- 1983: Bundesverdienstkreuz am Bande
- Legion of Merit
- Bismarckorden[3]
- 2006: Verdienstorden des Landes Mecklenburg-Vorpommern[3]